# Mongolia na Letnich Igrzyskach Olimpijskich 1988
Mongolię na Letnich Igrzyskach Olimpijskich 1988 reprezentowało 28 zawodników: 24 mężczyzn i cztery kobiety. Był to szósty start reprezentacji Mongolii na letnich igrzyskach olimpijskich.

## Zdobyte medale
| Medal | Zawodnik        | Dyscyplina | Konkurencja         | Rezultat |
| ----- | --------------- | ---------- | ------------------- | -------- |
| Brąz  | Nergüjn Enchbat | Boks       | waga lekka mężczyzn |          |

## Skład kadry

### Boks
Mężczyźni
| Zawodnik                   | Konkurencja          | 1/32                    | 1/16                   | 1/8               | Ćwierćfinał       | Półfinał         | Finał            | Finał   |
| Zawodnik                   | Konkurencja          | Przeciwnik Wynik        | Przeciwnik Wynik       | Przeciwnik Wynik  | Przeciwnik Wynik  | Przeciwnik Wynik | Przeciwnik Wynik | Miejsce |
| -------------------------- | -------------------- | ----------------------- | ---------------------- | ----------------- | ----------------- | ---------------- | ---------------- | ------- |
| Ochiryn Demberel           | waga papierowa       | Mamoru Kuroiwa W Nokaut | Mahjoub M’jirih P      | Nie awansował     | Nie awansował     | Nie awansował    | Nie awansował    | 17.     |
| Tseyen-Oidovyn Tserennyam  | waga musza           | Kim Kwang-sun P         | Nie awansował          | Nie awansował     | Nie awansował     | Nie awansował    | Nie awansował    | 33.     |
| Nyamaagiin Altankhuyag     | waga kogucia         |                         | Grzegorz Jabłoński W   | John Lowey W      | Phajol Moolsan P  | Nie awansował    | Nie awansował    | 5.      |
| Tserendorjiin Amarjargal   | waga piórkowa        | Jamie Pagendam P        | Nie awansował          | Nie awansował     | Nie awansował     | Nie awansował    | Nie awansował    | 33.     |
| Nergüin Enkhbat            | waga lekka           |                         | José Pérez W           | István Turu W RSC | Kamal Marjouane W | George Scott P   | Nie awansował    | brąz    |
| Sodnomdarjaagiin Altansükh | waga lekkopółśrednia | Pravit Suwanwichit W    | Dan Odindo W RSC       | David Kamau W     | Reiner Gies P     | Nie awansował    | Nie awansował    | 5.      |
| Khaidavyn Gantulga         | waga półśrednia      |                         | Richard Hamilton W RSC | Robert Wangila P  | Nie awansował     | Nie awansował    | Nie awansował    | 9.      |

### Judo
Mężczyźni
| Zawodnik                     | Konkurencja | 1/32               | 1/16             | 1/8                 | Ćwierćfinał       | Półfinał         | Pierwsza runda repasaży | Półfinał repasaży | Finał            | Finał   |
| Zawodnik                     | Konkurencja | Przeciwnik Wynik   | Przeciwnik Wynik | Przeciwnik Wynik    | Przeciwnik Wynik  | Przeciwnik Wynik | Przeciwnik Wynik        | Przeciwnik Wynik  | Przeciwnik Wynik | Pozycja |
| ---------------------------- | ----------- | ------------------ | ---------------- | ------------------- | ----------------- | ---------------- | ----------------------- | ----------------- | ---------------- | ------- |
| Badrakhyn Nyamjav            | - 60 kg     |                    | Zhang Guo-jun P  | Nie awansował       | Nie awansował     | Nie awansował    | Nie awansował           | Nie awansował     | Nie awansował    | 20.     |
| Jamsrangiin Dorjderem        | - 65 kg     |                    | Warren Rosser W  | Pavel Petrikov P    | Nie awansował     | Nie awansował    | Nie awansował           | Nie awansował     | Nie awansował    | 14.     |
| Jambalyn Ganbold             | - 71 kg     | Alparslan Ayan P   | Nie awansował    | Nie awansował       | Nie awansował     | Nie awansował    | Nie awansował           | Nie awansował     | Nie awansował    | 33.     |
| Rodnomyn Erchembayar         | - 78 kg     | Simione Kuruvoli W | Carlos Huttich W | Hisham El-Sharaf W  | Torsten Bréchot P | Nie awansował    | Nie awansował           | Nie awansował     | Nie awansował    | 12.     |
| Odvogiin Baljinnyam          | - 86 kg     |                    | Ivan Todorov W   | Ben Spijkers P      | Nie awansował     | Nie awansował    | Nie awansował           | Nie awansował     | Nie awansował    | 13.     |
| Badmaanyambuugiin Bat-Erdene | + 95 kg     |                    |                  | Grigorij Wericzew P | Nie awansował     | Nie awansował    | Nie awansował           | Nie awansował     | Nie awansował    | 13.     |

### Łucznictwo
| Zawodnik                                                       | Konkurencja       | Runda rankingowa | Runda rankingowa | Runda rankingowa | Runda rankingowa | Runda rankingowa | Runda rankingowa | Pierwsza runda | Pierwsza runda | Pierwsza runda | Pierwsza runda | Pierwsza runda | Pierwsza runda | Ćwierćfinał    | Ćwierćfinał    | Ćwierćfinał    | Ćwierćfinał    | Ćwierćfinał    | Ćwierćfinał    | Półfinały      | Półfinały      | Półfinały      | Półfinały      | Półfinały      | Półfinały      | Finał          | Finał          | Finał          | Finał          | Finał          | Pozycja |
| Zawodnik                                                       | Konkurencja       | 30 m             | 50 m             | 60 m             | 70 m             | Łącznie          | Miejsce          | 30 m           | 50 m           | 60 m           | 70 m           | Łącznie        | Miejsce        | 30 m           | 50 m           | 60 m           | 70 m           | Łącznie        | Miejsce        | 30 m           | 50 m           | 60 m           | 70 m           | Łącznie        | Miejsce        | 30 m           | 50 m           | 60 m           | 70 m           | Łącznie        | Pozycja |
| -------------------------------------------------------------- | ----------------- | ---------------- | ---------------- | ---------------- | ---------------- | ---------------- | ---------------- | -------------- | -------------- | -------------- | -------------- | -------------- | -------------- | -------------- | -------------- | -------------- | -------------- | -------------- | -------------- | -------------- | -------------- | -------------- | -------------- | -------------- | -------------- | -------------- | -------------- | -------------- | -------------- | -------------- | ------- |
| Suvdyn Tuul                                                    | indywidualnie (k) | 340              | 291              | 302              | 298              | 1231             | 24.              | 81             | 64             | 70             | 75             | 290            | 24.            | Nie awansowała | Nie awansowała | Nie awansowała | Nie awansowała | Nie awansowała | Nie awansowała | Nie awansowała | Nie awansowała | Nie awansowała | Nie awansowała | Nie awansowała | Nie awansowała | Nie awansowała | Nie awansowała | Nie awansowała | Nie awansowała | Nie awansowała | 24.     |
| Sambuugiin Oyuuntsetseg                                        | indywidualnie (k) | 334              | 269              | 311              | 288              | 1202             | 44.              | Nie awansowała | Nie awansowała | Nie awansowała | Nie awansowała | Nie awansowała | Nie awansowała | Nie awansowała | Nie awansowała | Nie awansowała | Nie awansowała | Nie awansowała | Nie awansowała | Nie awansowała | Nie awansowała | Nie awansowała | Nie awansowała | Nie awansowała | Nie awansowała | Nie awansowała | Nie awansowała | Nie awansowała | Nie awansowała | Nie awansowała | 44.     |
| Dorjsembeegiin Erdenchimeg                                     | indywidualnie (k) | 335              | 283              | 304              | 271              | 1193             | 46.              | Nie awansowała | Nie awansowała | Nie awansowała | Nie awansowała | Nie awansowała | Nie awansowała | Nie awansowała | Nie awansowała | Nie awansowała | Nie awansowała | Nie awansowała | Nie awansowała | Nie awansowała | Nie awansowała | Nie awansowała | Nie awansowała | Nie awansowała | Nie awansowała | Nie awansowała | Nie awansowała | Nie awansowała | Nie awansowała | Nie awansowała | 46.     |
| Dorjsembeegiin Erdenchimeg Sambuugiin Oyuuntsetseg Suvdyn Tuul | drużynowo (k)     | 1009             | 843              | 917              | 857              | 3626             | 12.              |                |                |                |                |                |                |                |                |                |                |                |                | 245            | 220            | 231            | 216            | 912            | 12.            | Nie awansowały | Nie awansowały | Nie awansowały | Nie awansowały | Nie awansowały | 12.     |

### Strzelectwo
Mężczyźni
| Zawodnik               | Konkurencja | Kwalifikacje | Kwalifikacje | Finał         | Finał         |
| Zawodnik               | Konkurencja | Wynik        | Pozycja      | Wynik         | Pozycja       |
| ---------------------- | ----------- | ------------ | ------------ | ------------- | ------------- |
| Lchagvaagiin Undralbat | pps 30+30   | 587          | 21.          | Nie awansował | Nie awansował |
| Lchagvaagiin Undralbat | pdw 60      | 546          | 34.          | Nie awansował | Nie awansował |
| Sangidorjiin Adilbisz  | Ksp 60 l    | 591          | 39.          | Nie awansował | Nie awansował |

Kobiety
| Zawodnik                 | Konkurencja | Kwalifikacje | Kwalifikacje | Finał          | Finał          |
| Zawodnik                 | Konkurencja | Wynik        | Pozycja      | Wynik          | Pozycja        |
| ------------------------ | ----------- | ------------ | ------------ | -------------- | -------------- |
| Byambajavyn Altantsetseg | ppn 60      | 372          | 27.          | Nie awansowała | Nie awansowała |

### Zapasy
| Zawodnik                    | Konkurencja | Runda pierwsza       | Runda druga            | Runda trzecia        | Runda czwarta       | Runda piąta            | Runda szósta     | Finał                 | Pozycja       |
| Zawodnik                    | Konkurencja | Przeciwnik Wynik     | Przeciwnik Wynik       | Przeciwnik Wynik     | Przeciwnik Wynik    | Przeciwnik Wynik       | Przeciwnik Wynik | Przeciwnik Wynik      | Pozycja       |
| --------------------------- | ----------- | -------------------- | ---------------------- | -------------------- | ------------------- | ---------------------- | ---------------- | --------------------- | ------------- |
| Tümendembereliin Sükhbaatar | -48 kg      | Reiner Heugabel P    | Rejesh Kumar P         | Nie awansował        | Nie awansował       | Nie awansował          | Nie awansował    | Nie awansował         | Nie awansował |
| Cerenbaataryn Enchbajar     | -52 kg      | Fayadh Minati W      | Lamachi Elimu W        | Kim Jong-o P         | Kuldeeo Singh W     | Mitsuru Sato P         | Nie awansował    | Nie awansował         | 7.            |
| Chaltmagiijn Battuul        | -57 kg      | Asdari Mohammadian P | Mourad Zlfani W        | Zoran Šorov W        | Brent Hollamby W    | No Gyeong-seon P       | Nie awansował    | Ryo Kanehama W        | 7.            |
| Awirmedijn Enchee           | -62 kg      | Dan Cumming W        | Huang Chien-lung W     | Giovanni Schillaci W | Kazuhito Sakae W    | Simeon Szterew P       | John Smith P     | Jörg Helmdach P       | 6.            |
| Chenmedechijn Amaraa        | -68 kg      | Mohammad Shir P      | Satyawan P             | Andrzej Kubiak W     | Alexander Leipold P | Park Jang-Sun P        | Nie awansował    | Nie awansował         | Nie awansował |
| Lodojn Enchbajar            | -74 kg      | Bruno Beudet W       | Salem Ould Habib W     | Yun Gyeong-jae W     | Wolny los           | Pekka Rauhala W        | Kenny Monday P   | Rachmat Sofiadi P     | 4.            |
| Puncagijn Süchbat           | -82 kg      | Oumar N’Gom W        | Chi Man-hsiem W        | wolny los            | Ahmed Afghan W      | Jozef Lohyňa P         | Han Myeong-u P   | Nie awansował         | 5.            |
| Dzewegijn Düwczin           | -90 kg      | Reuben Tucker W      | Robert Neves Filho W   | Hubert Bindels W     | Edwin Lins P        | Macharbiek Chadarcew P | Nie awansował    | Iraklis Deskoulidis P | 8.            |
| Boldyn Dżawchlantögs        | -100 kg     | Jo Byeong-on W       | Kartar Dhillon Singh W | Clark Davis W        | Leri Chabiełow P    | Uwe Neupert P          | wolny los        | Georgi Karaduszew P   | 6.            |